# Battaglia di Fürth
La battaglia di Fürth si svolse il 3 settembre 1632 tra le forze cattoliche del Sacro Romano Impero di Ferdinando II e quelle protestanti del re di Svezia Gustavo II durante la fase svedese della guerra dei trent'anni.
La vittoria delle forze cattoliche permise all'esercito di Federico II di avanzare rapidamente in Sassonia, mentre le forze svedesi lentamente si ritirarono.

## La città di Fürth
Fürth, che nacque come villaggio di fondazione altomedievale, era principalmente una città di mercato. Fürth si scontrò spesso, durante tutta la sua storia, con il potere imperiale. Enrico III il Nero, ad esempio, revocò la licenza che permetteva alla città di commerciare liberalmente, offrendola alla vicina Norimberga, di recente fondazione. Alla morte di Enrico III, nel 1062 la città di Fürth ottenne nuovamente il proprio revocato privilegio, tuttavia, essa non poté più competere economicamente con la vicina Norimberga, che nel frattempo si era arricchita ed era diventata un importante centro commerciale e culturale. Nei secoli successivi, la città di Norimberga arrivò addirittura a imporsi politicamente su Fürth, diventando la città più importante della regione nonostante l'estrema importanza strategica di quest'ultima. Dunque, a causa di questi cambiamenti socio-politici, l'economia di Fürth si diresse sempre di più verso il settore agricolo e nel XVII secolo, al tempo della battaglia, la città contava appena tra i mille e i duemila abitanti.

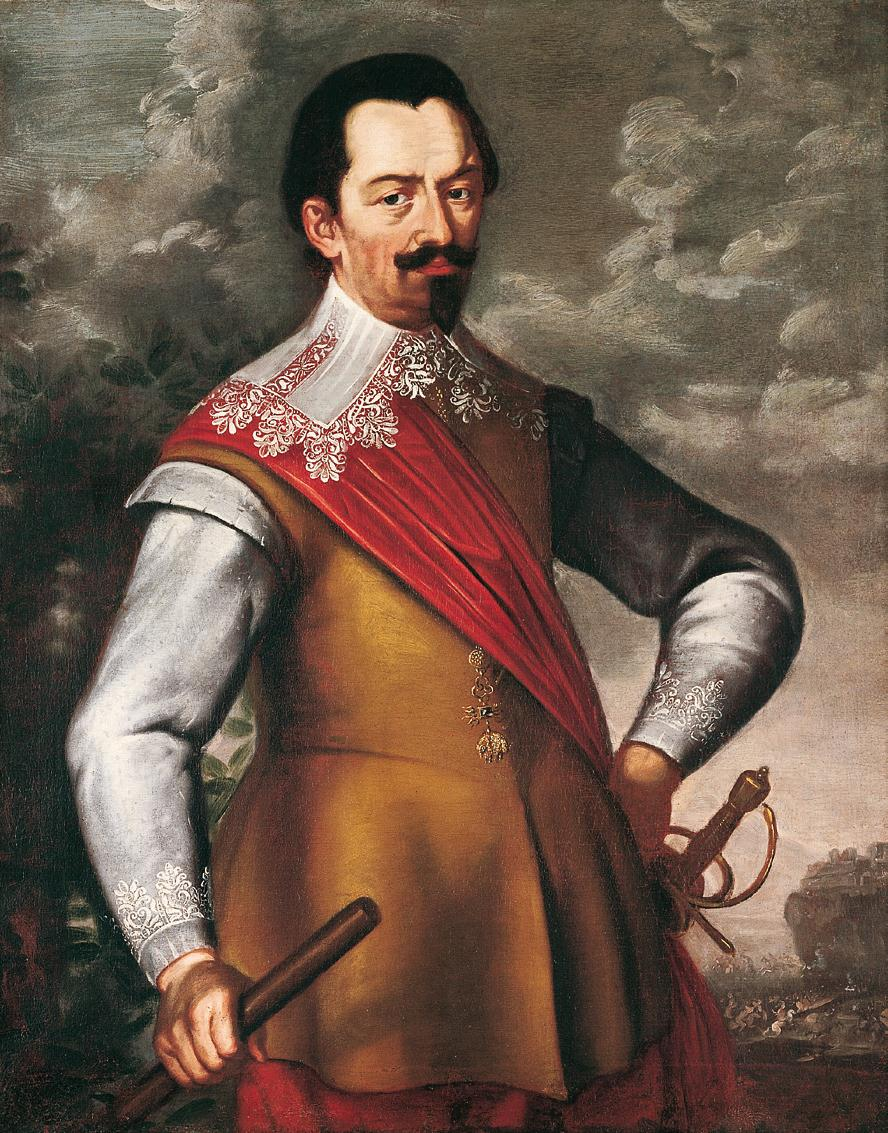
Ritratto del mercenario cattolico Albrecht von Wallenstein

## Antefatti
Fürth è situata a sud-est dei fiumi Rednitz e Pegnitz. Il guado sul Regnitz, che porta a una delle principali strade per Norimberga, è il motivo per il quale Fürth è sempre stata considerata una città strategicamente molto importante. Infatti, lo stesso Gustavo II se ne servì per occupare Norimberga.
Nella primavera del 1632, Gustavo Adolfo aveva inflitto all'imperatore asburgico Ferdinando II un'importante sconfitta a Rain, ove era addirittura morto l'importante generale cattolico Johann Tserclaes. Successivamente, il re svedese prese senza incontrare alcuna resistenza la città di Augusta e il 17 maggio marciò a Monaco. In seguito, occupò Norimberga, facendo accampare il suo esercito fuori dalle mura della città.
Mentre Gustavo II marciava su Fürth, l'imperatore Ferdinando II aveva già nominato l'esperto e famoso mercenario boemo Albrecht von Wallenstein successore di Tserclaes. Durante la primavera del 1632, Wallenstein era riuscito a formare nel giro di poche settimane un potente esercito ex novo. Dopo aver rapidamente sconfitto l'esercito boemo, condusse l'esercito verso nord-ovest, con l'obbiettivo di annientare le forze svedesi. Wallenstein si accampò dunque nei pressi di Fürth, costruendo diverse fortificazioni. Gustavo II Adolfo, che aveva precedentemente dato alle fiamme la città di Fürth per lasciare terra bruciata, decise di attaccare immediatamente le forze cattoliche, pensando di coglierle di sorpresa. I due eserciti si scontrarono, verso la fine di agosto, nella così detta battaglia dell'Alte Veste, che si concluse con una schiacciante vittoria cattolica e che costrinse le forze protestanti ad accamparsi in una zona particolarmente isolata. Wallenstein ne poté approfittare e assediò le forze di Gustavo II.

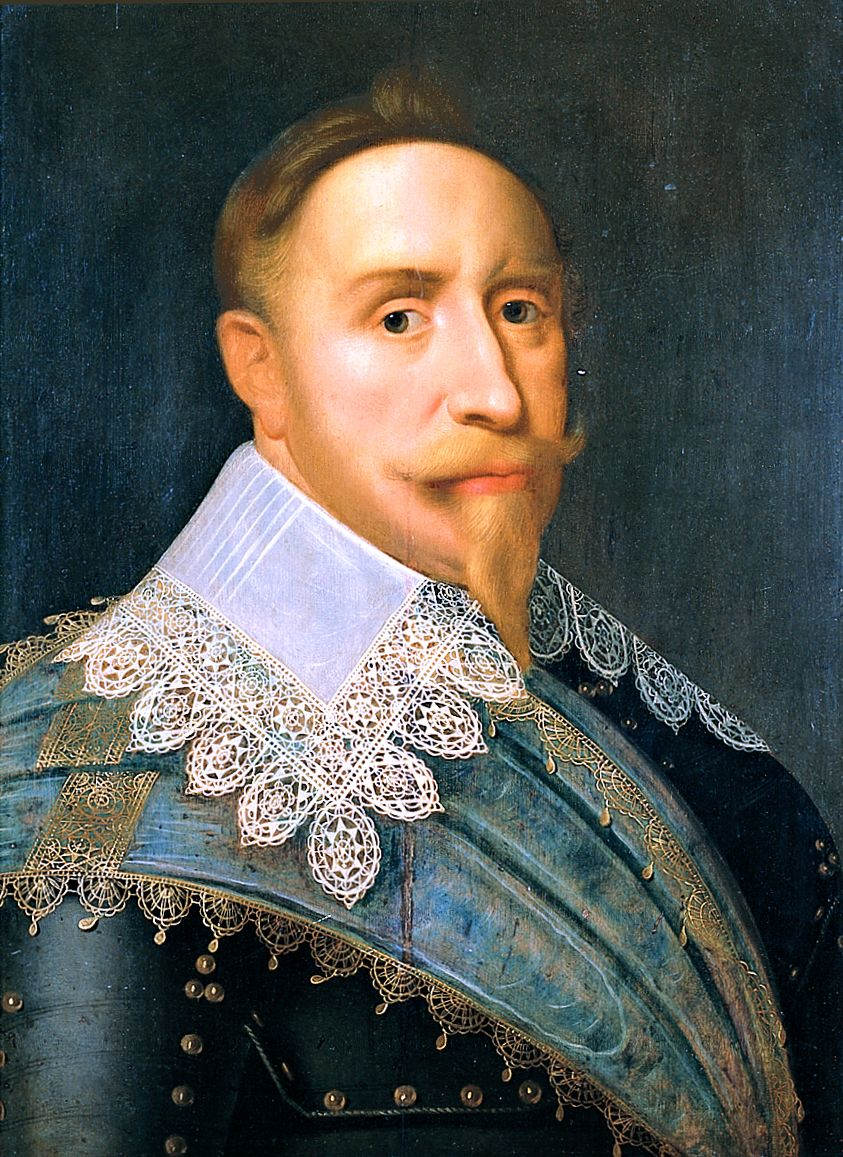
RItratto del re di Svezia Gustavo II Adolfo

## La battaglia
Dopo una breve tregua, in cui l'esercito svedese poté riorganizzarsi, Gustavo II decise di lanciare un disperato contrattacco nella speranza di poter penetrare le forze di Wallenstein e di riuscire a ritirarsi. Il 3 settembre 1632, nelle campagne che circondano la città di Fürth, si consumò il primo contrattacco, che ben presto si tramutò in una vera e propria carneficina per le forze protestanti. Ben 1 500 soldati dell'esercito di Gustavo Adolfo persero la vita e nei seguenti contrattacchi perirono ben altri mille svedesi. Wallenstein infatti, essendo riuscito a confinare le forze protestanti in una zona particolarmente isolata, non permetteva all'esercito di Gustavo II di combattere in campo aperto, rendendo le sue controffensive poco efficaci.
Le forze svedesi riuscirono finalmente a ritirarsi verso sud il 19 settembre.  A questo punto, per entrambi gli eserciti divenne una situazione di stallo, che si concluderà soltanto a novembre con la battaglia di Lützen, che terminerà con una vittoria pirrica delle forze protestanti.

## Conseguenze
Dopo la vittoria cattolica a Fürth, gli Asburgo avanzarono in Sassonia, eliminando così diverse sacche protestanti. La città di Fürth, invece, sia a causa dell'incendio voluto da Gustavo II e sia a causa della battaglia in sé, si spopolò drasticamente, attraversando un lungo periodo di crisi economica.
Gustavo II Adolfo perì nella cruenta battaglia di Lützen, diretta conseguenza di quella di Fürth, mentre Wallenstein fu sospettato di tradimento e fatto uccidere nel 1634 su ordine dell'imperatore Ferdinando II.